# Trigonoptera harlequina
Trigonoptera harlequina là một loài bọ cánh cứng trong họ Cerambycidae.